# Пошивайлов, Никифор Макарович
Никифор Макарович Пошивайлов (1909 год, с. Кадушное — 1958 год) — бригадир колхоза имени Крупской Кагановичского района Фрунзенской области, Киргизская ССР. Герой Социалистического Труда (1948).

## Биография
Родился в 1909 году в крестьянской семье в селе Кадушное (ныне — Карагандинская область).
С 1933 года — рядовой колхозник в колхозе имени Крупской Кагановичского района. С 1934 года возглавлял свекловодческое звено в этом же колхозе. Участвовал в Великой Отечественной войне. Член КПСС с 1943 года.
После демобилизации возвратился во Фрунзенскую область и продолжил трудиться в колхозе имени Крупской Кагановичского района. С 1947 года — бригадир свекловодческой бригады.
В 1947 году бригада Никифора Пошивайлова собрала в среднем с каждого гектара по 816 центнеров сахарной свеклы на участке площадью 4 гектара. Указом Президиума Верховного Совета СССР от 26 марта 1948 года «за получение высоких урожаев пшеницы, хлопка, сахарной свёклы в 1947 году» удостоен звания Героя Социалистического Труда с вручением Ордена Ленина и золотой медали Серп и Молот.
Скончался в 1958 году во Фрунзе.